# Jeanette Berglind
Johanna "Jeanette" Apollonia Berglind (21 de agosto de 1816, en Estocolmo - 14 de septiembre de 1903, en Estocolmo) fue una maestra de lengua de signos y directora de escuela sueca. En 1860, fundó una de las primeras escuelas para personas sordas y mudas de su país conocida como Escuela silenciosa (Tysta Skolan) en Estocolmo.

## Biografía y trayectoria
Johanna Berglind se quedó huérfana siendo una niña. A los tres años se rompió una pierna y como consecuencia de este accidente sufrió de mala salud durante muchos años. Un pariente lejano de su madre, Per Aron Borg fue quien la acogió en Manilla (Estocolmo) y estuvo bajo su tutela desde los diez años. Este hecho fue fundamental en la vida de Berglind, porque Borg fue el pionero en Suecia en la educación para personas sordas y ciegas y el fundador y director del Allmänna institutet för Blinda och Döfstumma (Instituto Público para personas ciegas y sordas) en Estocolmo.
Durante los quince años que estuvo en Manilla, aunque no trabajaba como empleada en el instituto, se interesó por el cuidado y la enseñanza de las personas sordomudas y así se familiarizó con su vida mental y emocional y aprendió los fundamentos del método de escritura que entonces se utilizaba exclusivamente en esta enseñanza.

## Trayectoria
Entre los años 1834 -1840, Berglind fue maestra en el instituto dirigido por Per Aron Borg y después de su muerte en 1839, siguió trabajando como institutriz, ama de llaves y dama de compañía. 
Desde el principio su compromiso fue tal que tuvo la idea de crear una pequeña escuela hogar, como una pensión infantil donde niños y niñas sordomudas pudieran recibir además de una educación otros cuidados para su edad. Con ese objetivo comenzó a ahorrar parte de su sueldo. Hay que decir que tuvo que cambiar la ley en 1858, para que Berglind fuese declarada mayor de edad y poder heredar, pues hasta ese año las mujeres solteras mayores de veinticinco años -como en su caso- eran consideradas menores de edad. Jeanette Berglind solicitó al tribunal que le concediese la mayoría de edad y los derechos sucesorios. Así, con la herencia y los ahorros, en 1860, reunió capital suficiente para su proyecto. En el mes de abril de ese año alquiló un apartamento de tres habitaciones y una cocina en la casa nº 33 de Norrlandsgatan, compró algunos muebles y el material didáctico necesario. Así fundó Tysta Skolan (Escuela tranquila), contrató como profesor adicional a un antiguo alumno de Manilla y empezó a enseñar a un pequeño grupo de estudiantes a quienes podía atender.
Pasado un tiempo, los costes incrementaron y fueron demasiado altos para su pequeño fondo. Afortunadamente, en 1862 recibió la ayuda de la escritora y activista feminista sueca Fredrika Bremer -muy influyente en la Suecia de aquella época- escribió sobre el trabajo de Berglind en la prensa y pidió contribuciones para su causa. Esta publicación dio a conocer el proyecto en todo el país y llamó mucho la atención de benefactores privados. Como consecuencia, se hizo una junta escolar y la escuela recibió la protección del rey Carlos XV y la reina Luisa y además recibió una subvención estatal de 4500 coronas. Esto permitió la adquisición en 1862 de un edificio más adecuado para la escuela que se trasladó al patio de minerales de Loviseberg, en Stora Gråbergsgatan 25 y más tarde pudo adquirir la propiedad de Maria Ruckman en Norrtullsgatan 51-57, en la periferia rural de la ciudad. Superadas las deudas la escuela pudo cubrir una gran necesidad social arrastrada desde 1863, año en el que Berglind se vio obligada a negar la admisión de 75 estudiantes debido a los gastos que conllevaba y que no podía sostener.
A Johanna Berglind, conocida como Jeanette, se la describió como una persona humilde y cálida, que se ganó el respeto de su entorno y consiguió muchos apoyos y financiación privada. Se dijo de ella que era como una madre tierna para su alumnado, ya que una de sus metas con la escuela también fue atender sus necesidades emocionales. Aceptó estudiantes por una cuota individual y les permitía el uso de la pizarra para responder durante las clases. Como pedagoga, su mentor Per Aron Borg la instruyó en el lenguaje de señas, y aunque ella intentó en 1868 introducir la enseñanza del habla, sus resultados no fueron satisfactorios, por el tiempo y esfuerzos empleados, y prefirió seguir con el método de Borg.

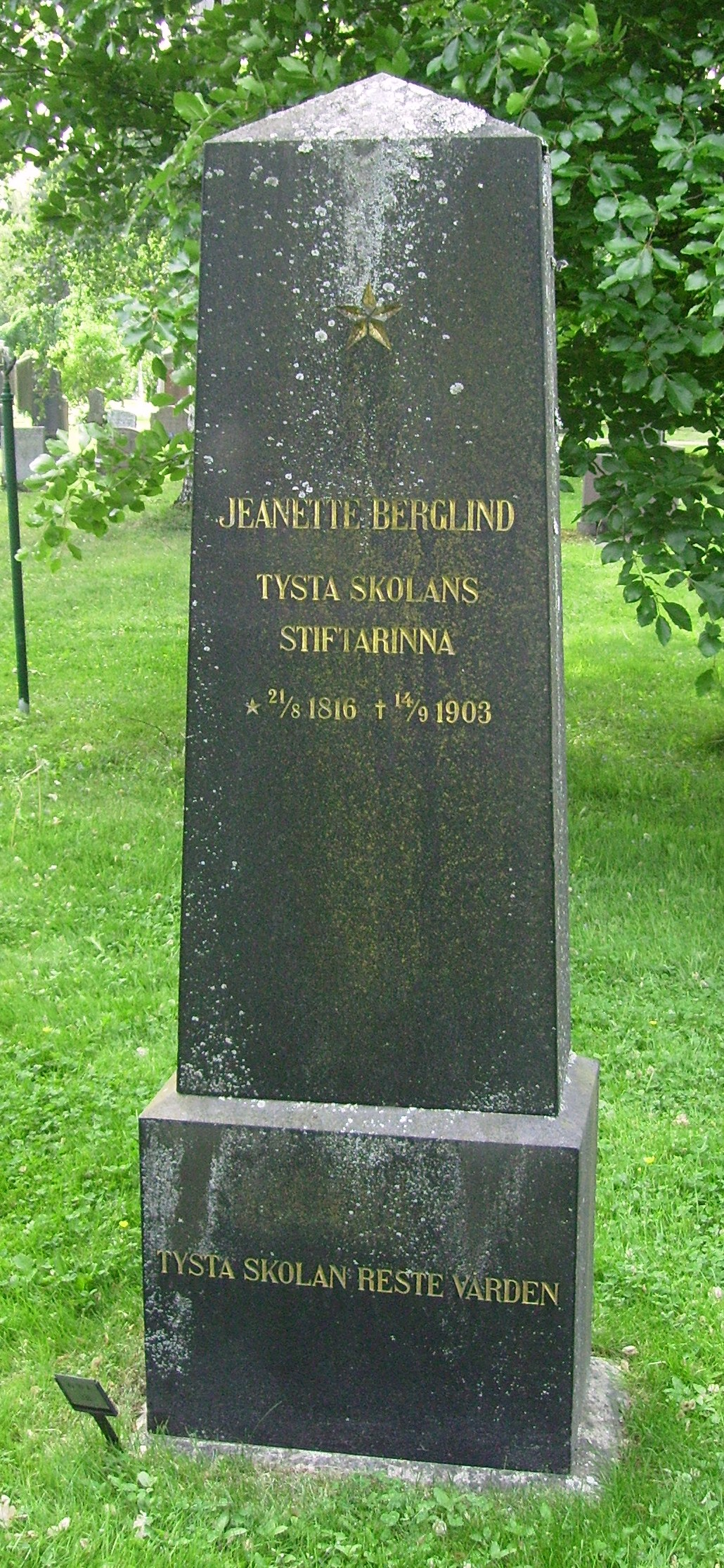
Imagen de la tumba de Jeanette Berglind en Norra begravningsplatsen en Solna.

Fue directora de la escuela de 1860 a 1882. Su escuela fue muy apreciada y muestra de ello es que tres de sus alumnas fueron contratadas como maestras en las escuelas públicas estatales para población adulta y sordomuda. 
En 1880, se le prometió una pensión gubernamental el día en que debería jubilarse. Pasados los años siguió defendiendo este método de lenguaje de señas como el mejor y cuando ya jubilada -en 1882- supo que la escuela adoptó finalmente el lenguaje en su enseñanza, expresó su descontento. Tras dejar su puesto en la Escuela del Silencio, vivió otros veintiún años de vida tranquila y apartada en Estocolmo. 

## Premios
Recibió la medalla För medborgerlig förtjänst (Al mérito cívico) concedida por el gobierno sueco por sus logros sociales. El mismo año, fue nombrada presidenta honoraria de la Sociedad de Sordos y Mudos de Estocolmo.